# Анна Віссі
А́нна Ві́ссі (грец. Άννα Βίσση, 20 грудня 1957, Ларнака, Кіпр) — грецька та кіпріотська співачка, авторка пісень, композиторка та акторка.

## Біографія
Захоплювалась співом з раннього дитинства, у 6 років почала навчання у музичній школі. Перший приз у конкурсі співу виграла в 1969 році, коли їй було 12 років. У 1971 році вперше з'явився на телебаченні Кіпру.
У 1973 році її родина переїхала в Афін, де Анна навчалась в Національній консерваторії, паралельно вивчала право в Афінському університеті. У середині 1970-х років, коли впала диктатура чорних полковників і були відновлені демократичні свободи в Греції, в країні активізувалось музичне життя. Віссі виступила на одній сцені із найпопулярнішими співаками у нічних клубах Плаки. Вона співала разом з Йоргосом Даларасом, Харіс Алексіу, Василісом Папаконстантіну. Разом з Алексіу та Даларасом вона гастролює 1977 року у Лондоні. Також співпрацює із провідними грецькими композиторами — Мікісом Теодоракісом і Нікосом Карвеласом. З Карвеласом одружилася 1983 року, їх перший спільний альбом «Κάτι Συμβαίνει» (Щось трапилось) приніс їй надзвичайно гучний успіх.
На початку 1990-х Анна Віссі дебютувала на оперній сцені. Дебютом стала роль у першій грецькій рок-опері «Демони», пізніше була роль Афродіти в опері «Ода до богів» Ставроса Сидераса. У 2002 році виконала головну роль в мюзиклі «Μάλα: Η Μουσική του Ανέμου», написаному Карвеласом, який розповідає про кохання між двома в'язнями Освенцима. У 1995—2009 роках у Греції Анна Віссі здобула 30 платинових платівок і стала абсолютною рекордсменкою серед грецьких співаків, здійснюючи рекордні обсяги продажів.
Анна Віссі тричі виступала на конкурсі Євробачення. У 1980 і 2006 роках вона представляла Грецію, а 1982 року — Кіпр. Її перший виступ у складі гурту «Epikouri» та піснею «Autostop» приніс їй 13 місце. Виступ у 1982 році із піснею «Μόνο η αγάπη» приніс 5-е місце. Після довгої перерви з'явилась на конкурсіЄвробачення 2006, отримавши 128 балів, посіла 9-е місце. Взимку 2013 — 2014 року Віссі вперше співпрацює на одній сцені з Антонісом Ремосом. Вони виступають в музичному спектаклі «Ένα ή Κανένα» на сцені Pantheon Theater.

## Грецькі альбоми
- 1977: As Kanoume Apopse Mian Arhi
- 1979: Kitrino Galazio
- 1980: Nai
- 1982: Anna Vissi
- 1982: Eimai To Simera Kai Eisai To Hthes
- 1984: Na 'Hes Kardia
- 1985: Kati Simveni
- 1986: I Epomeni Kinisi
- 1988: Tora
- 1988: Empnefsi!
- 1989: Fotia
- 1990: Eimai
- 1992: Emeis
- 1992: Lambo
- 1994: Re!
- 1995: O! Kypros
- 1996: Klima Tropiko
- 1997: Travma
- 1998: Antidoto
- 2000: Kravgi
- 2002: X
- 2003: Paraksenes Eikones
- 2005: Nylon
- 2008: Apagorevmeno
- 2010: Agapi Einai Esi

## Англомовні альбоми
- 2000: Everything I Am
- 2010: Untitled English Album

## Сингли
- 1973 — Το παλιό τ' αεροπλάνο
- 1973 — Σαββατιάτικα / Το Παλιό τ' Αεροπλάνο
- 1977 — Ας κάνουμε απόψε μιαν αρχή
- 1978 — Ο Κος Νόμπελ — Ω! Μαρία
- 1978 — Μια μικρή ψυχούλα — Θέλω
- 1980 — Ωτοστόπ
- 1982 — Love Is A Lonely Weekend (Μόνο η Αγάπη)
- 1985 — Για τα Παιδιά
- 1997 — Forgive me this
- 1998 — In the Mood
- 1994 — Αμήν
- 1995 — Μην Ξεχνάς
- 1997 — Τραύμα
- 1998 — Σ' Έχω Επιθυμήσει
- 1998 — In The Mood
- 2000 — Everything I Am (Χρυσός Δίσκος), (Πλατινένιος Δίσκος στην κύπρο)
- 2000 — Αγάπη Υπερβολική (4 φορές Πλατινένιος Δίσκος),
- 2001 — Μάλα Η Μουσική του Ανέμου (Χρυσός Δίσκος), (Πλατινένιος Δίσκος στην Κύπρο)
- 2002 — Τάσεις Αυτοκτονίας
- 2003 — The Remixes 2003 (Χ Remixes)
- 2004 — The Remixes 2004 (Παράξενες Εικόνες Remixes)
- 2004 — Live (Τραγούδια από το Άννα Βίσση Live 2004)
- 2005 — Call Me (Χρυσός Δίσκος)
- 2005 — Nylon
- 2006 — Love Is A Lonely Weekend — Ωτοστόπ
- 2006 — Everything (Χρυσός Δίσκος)

## Збірки
- 1980 — Τα καλύτερα μου τραγούδια
- 1982 — Όλες οι Επιτυχίες της
- 1993 — Τα Πρώτα μου Τραγούδια
- 1997 — Αγάπησε Με
- 1999 — Anna Vissi
- 2000 — Σ'Αγαπώ
- 2002 — Οι μπαλάντες της Άννας Βίσση
- 2004 — Μεθυσμένη Πολιτεία
- 2006 — 14 Μεγάλα Τραγούδια
- 2007 — Complete EMI Years
- 2007 — The Essential Anna Vissi

## Міжнародні релізи
- 1982 — Love Is A Lonely Weekend
- 1997 — Forgive Me This
- 1997 — Forgive Me This
- 1997 — Travma
- 1999 — Anna Vissi
- 2000 — Re
- 2001 — Everything I Am
- 2001 — Kravgi
- 2002 — X
- 2002 — Kravgi
- 2004 — Paraksenes Ikones
- 2005 — Live
- 2005 — Strange Pictures
- 2005 — Call Me (Single, USA Digital Download)